# Glypta ohioensis
Glypta ohioensis là một loài tò vò trong họ Ichneumonidae.